# Дьяков, Сергей Петрович (учёный)
Сергей Петрович Дья́ков (29 августа 1925 года, Москва — 1 сентября 1954 года, Москва) — советский учёный-физик.

## Биография
Родился в семье инженера-мостостроителя. Дедом его был учёный-лесовод Сергей Васильевич Дьяков.
В средней школе увлекался химией, в своём классе заменял на уроках химии заболевшего учителя. В возрасте 15 лет добился разрешения Наркомпроса на сдачу экзаменов в МГУ экстерном и в 1941 году, после начала Великой Отечественной войны стал студентом химического факультета МГУ.
В 17 лет потерял отца, умершего от туберкулёза. Подрабатывал частными уроками по математике. В 1945 году после окончания химического факультета (одновременно с химфаком он факультативно окончил механико-математический факультет МГУ) поступил в аспирантуру физического факультета МГУ. Преподавал в МГУ и МИФИ.

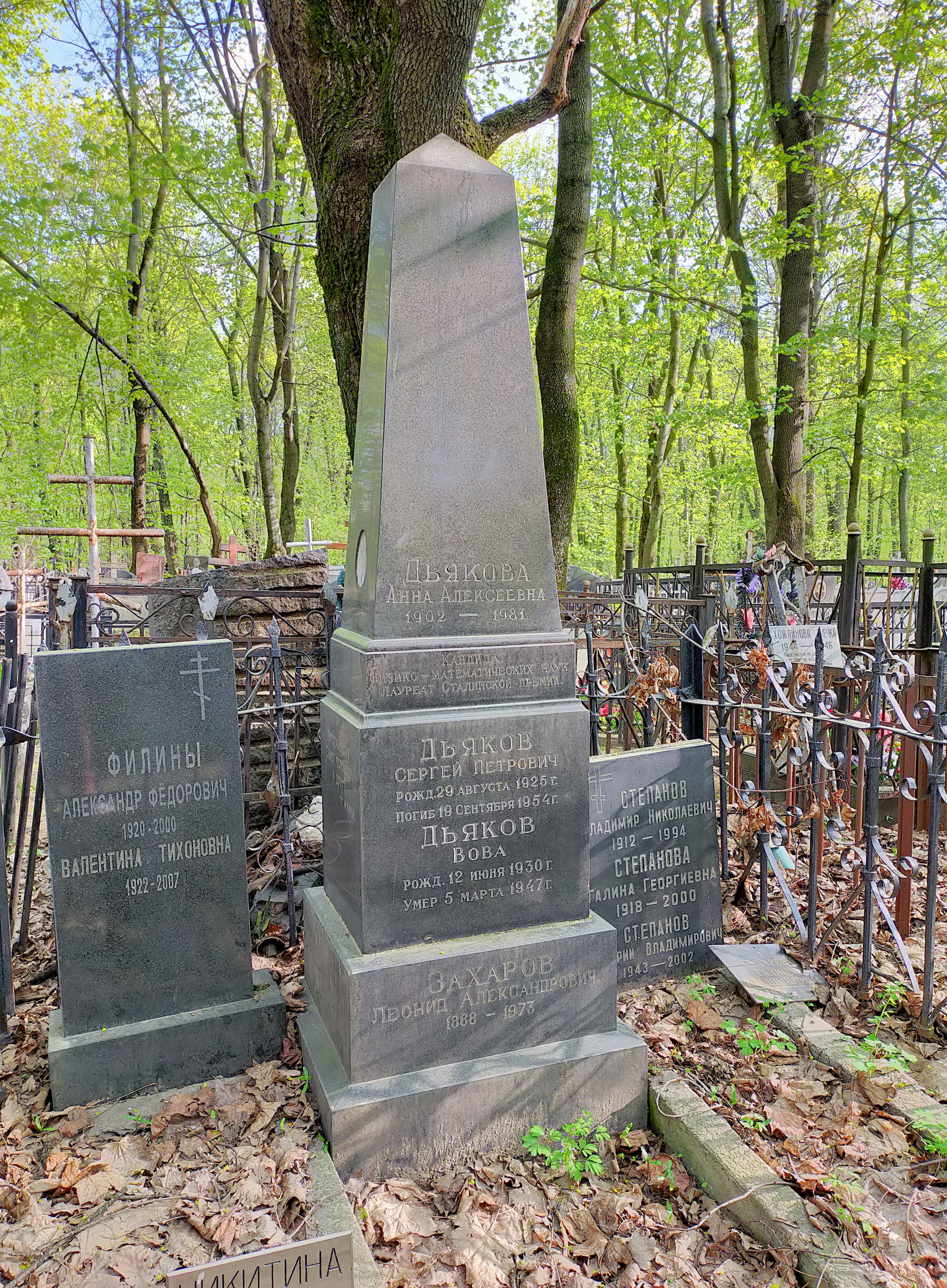
Семейное захоронение Дьяковых на Введенском кладбище

Погиб в результате несчастного случая, утонув в Москва-реке. Похоронен на Введенском кладбище (участок № 26).

## Научная деятельность
В 1947 году защитил кандидатскую диссертацию, работал в Институте химической физики АН СССР в отделе Я. Б. Зельдовича. В 1951—1954 годах работал с Л. Д. Ландау в Институте физических проблем АН СССР. Получил фундаментальные результаты в области газодинамики ударных волн. Занимался исследованием устойчивости ударной волны в газах с произвольным уравнением состояния.
Том «Механика сплошных сред» (1952) (позднее был переиздан под названием «Гидродинамика») курса «Теоретическая физика» Л. Д. Ландау и Е. М. Лифшица содержит ссылки на оригинальные результаты С. П. Дьякова.
По воспоминаниям современников:

Сергей Петрович был музыкально одаренным человеком, играл на фортепьяно и скрипке, пел и даже хотел поступать в училище имени Гнесиных по классу вокала, куда его настойчиво приглашали. Он глубоко понимал музыкальную классику, очень любил Вагнера, Чайковского, Скрябина, Шумана, Шуберта. Обладал романтической внешностью: высокий, стройный, с одухотворенным прекрасным лицом, живыми насмешливыми глазами. Ранимость своей души он прикрывал иронией, игрой ума. Артистичность его натуры проявлялась и в чёрном бантике, который он неизменно надевал.— Г. М. Арутюнян, В. И. Гольданский, Н. М. Кузнецов и др. «Сергей Петрович Дьяков и его вклад в науку»

## Награды
- Орден «Знак Почёта»
- Сталинская премия второй степени (1953) — за расчётно-теоретические работы по изделию РДС-6с и РДС-5